# Tim Donaghy
Pour les articles homonymes, voir Donaghy.
Tim Donaghy est un arbitre retraité de basket-ball ainsi qu'un arbitre de catch. Il était arbitre de la NBA de 1994 à 2007. Il travaille actuellement comme arbitre de catch à la Major League Wrestling (MLW).
En 2007, devant une cour fédérale, Donaghy a plaidé coupable de parier sur les matches dont il était un arbitre et de trucages de matches. Après le verdict, Il fut condamné à 15 mois de pénitencier.
En 2021, il devient arbitre de catch à la MLW le 27 janvier. Ce jour-là, il arbitre un strap match entre Savio Vega et Richard Holiday pour le championnat poids lourd des Caraïbes de l'IWA Puerto Rico (en). À la fin du combat, il empêche Vega de remporter le match en se mettant entre lui et le dernier coin qu'il doit taper.